# Scrisoare (Caragiale)
Scrisoare (Caragiale) este o operă literară scrisă de Ion Luca Caragiale.